# Máximo Carvajal
Máximo Gorky Carvajal Belmar (Valparaíso, 6 de octubre de 1935-21 de agosto de 2006) fue un dibujante de historietas y guionista chileno.

## Biografía
Estudió bellas artes en Viña del Mar, donde fue discípulo de Carlos Hermosilla; a los 15 se trasladó con su familia a Santiago, donde ingresó en la Escuela de Artes Aplicadas. 
Para ayudarse económicamente, trabajaba en Estudios Norte, un taller de serigrafía donde conoció a Eduardo Pérez, dibujante de la revista Vistazo, y, gracias a él, logró entrevistarse con su director, el escritor Luis Enrique Délano, «quien le acepta su primer trabajo, una historia de aviones».
Su primer éxito importante es haber hecho, cuando recién cumplía los 20 años, la revista Ventarrón por encargo de Rafael Fuentes. Como cuenta el mismo Carvajal, el encargo «ocurrió de manera muy simpática: El jefe de hípica del [Clarín (Chile)|Clarín]], Rafael Fuentes, había leído el relato aparecido en Vistazo y me busca, converso con él y salimos a la calle.  Era un día nublado con lluvia, se detiene en un quiosco y empieza a comprar revistas, me las pone en las manos y me dice: “Mire yo quiero algo así, haga una revista”. Me da dinero para los gastos y yo me pongo a trabajar y sale en 1955 la revista Ventarrón». Lo hace en Ediciones Blanco, en un formato tradicional y con 32 páginas. El n.º 1, en un papel de baja calidad, al igual que la impresión en blanco y negro, presentaba una portada a tres tintas y afirmaba ser «La primera revista de historietas totalmente ilustrada en Chile». 
Abría el primer número Tifón, historieta de un marinero de armas tomar, seguida por Ventarrón, apodo del boxeador Max Dardo que da nombre a la revista; com último personaje aparecía el detective Raúl Montero. Como dice Cristián Eric Díaz en su detallado trabajo sobre el cómic en Chile, "lo curioso de estas historias es que todas transcurrían en territorio nacional, entendiéndose que eran héroes chilenos sus protagonistas principales".
 No se editaron muchos números, pero se han rastreado al menos 8.
Después de trabajar en Clarín algunos años, se convirtió en dibujante de publicidad de El Mercurio; también pasa por La Gaceta de la Libertad, desde donde se lo llevó Themo Lobos a la revista Rocket, a fines de 1964. La publicación murió en marzo de 1966 y Carvajal pasó a Robot, donde continuó sus viajes en el tiempo a la Alemania nazi. 
En esta época surgen revistas de historieta bélica, como Trinchera, editada por Zig-Zag, cuyos guiones y dibujos son de Carvajal. Asimismo, colabora en la revista Jungla. Fue también uno de los responsables de darle su singular estética a la serie El siniestro Dr. Mortis, la versión en viñetas del popular radioteatro de Juan Marino.
Mediada la década de 1970, Carvajal, tal como la mayoría de los dibujantes enfrentados a la reducción de la oferta editorial, debió buscar otros medios para mostrar su arte gráfico. Así llega a trabajar a Mundicrom, editorial para la que colaboró en la ilustración de clásicos álbumes como Historia de Chile, Historia del hombre y Flora y fauna, en ediciones que lograron llegar incluso a Centroamérica y España.
Para Mampato Carvajal creó la recordada serie Dina y Nino en la tierra perdida de Mu, la misma que retomó a finales de los años 1980 al crear la revista de historietas Cachipún. A comienzos de los años 1990 colaboró nuevamente con su colega Themo Lobos en Pimpín, revista que es una suerte de actualización estilo Mampato, pero que no tuvo el mismo éxito que esta.
El resto de su trabajo se puede encontrar en una serie de publicaciones que van desde sesenteras series bélicas como Corresponsales de Guerra, pasando por los ochenteros magazines de corte picaresco tipo La Papaya y El Quirquincho hasta revistas como Ácido y Bandido, que fueron las encargadas de reconectar a Carvajal con las nuevas generaciones de dibujantes.

## Carvajal y la ciencia ficción
Máximo Carvajal  es largamente reconocido por su aporte a la ciencia ficción, tanto dibujando historietas del género como realizando los guiones de las mismas. De hecho, uno de sus relatos, originalmente publicado en viñetas, fue a parar a la antología de ciencia ficción chilena Años luz.
En las sesenteras Rocket y Robot, Carvajal sacó varias historietas del género de anticipación. A comienzos de los años 1970 escribe la serie Eos errante, que incluye, en una tripulación que viaja al espacio, el personaje de una mapuche que trabaja como telépata.
En la década de 1980 retoma el tema de la ciencia ficción con Axo, un viajero espacial, para un suplemento dominical de historietas en La Tercera, que será reeditada a fines de la misma década en la revista Ácido. Por esa misma época publica en Bandido otra historia futurista con el personaje del detective Black Sloane.
Poco antes de que empiecen los 90, Carvajal vuelve a aparecer publicado en Asteroide, en donde incluye sus clásicas historias de saltos en el tiempo en las que nazis, vaqueros y alienígenas pueden perfectamente formar parte de una misma realidad.